# Cabila

Cabilas del protectorado español de Marruecos.

Cabila es un término de origen bereber utilizado para designar tanto a las tribus bereberes del norte de África como al territorio donde se asientan.
Según la definición del antropólogo David Montgomery Hart, una cabila es una «unidad homogénea e independiente política y socialmente que ocupa una zona determinada»[cita requerida].
Durante el protectorado español de Marruecos (1913-1956), las cabilas fueron la base de la organización político-administrativa en el ámbito territorial. Cada una de ellas estaba gobernada por un caíd, aunque algunas se resistieron a aceptar la estructura impuesta por la administración colonial y fueron administradas directamente por interventores militares.